# Saint-Pierre-la-Vieille
Saint-Pierre-la-Vieille är en kommun i departementet Calvados i regionen Normandie i norra Frankrike. Kommunen ligger i kantonen Condé-sur-Noireau som ligger i arrondissementet Vire. År 2018 hade Saint-Pierre-la-Vieille 333 invånare.

## Befolkningsutveckling
Antalet invånare i kommunen Saint-Pierre-la-Vieille
Referens:INSEE